# 基洛级潜艇
级常规动力攻击潜艇（Kilo class，基洛为的音译）是俄罗斯海军战后第三代、目前主力柴电潜艇，蘇俄的官方稱呼為877级鲽鱼型（877 Па́лтус），基洛级在经过现代化等改装后形成了基洛级改良型（Improved Kilo），俄方编号636级华沙之歌型（636 Varshavyanka），基洛级是目前俄罗斯出口量最大的潜艇等級，以火力强大、速度快、噪音極小而闻名，印度量身打造的基洛级经改装后則命名为辛德霍什级（Sindhughosh）。

877V型側視圖，可見尾段獨特的噴水推進裝置

自前苏联成功研制核动力攻击潜艇后，对于一般动力潜艇的研究也相对减少了不少。而级则是前苏联在这期间研制的最成功的柴电动力潜艇。该艇由红宝石设计局于1974年起开始设计，首艇1979年下水，1982年服役。其改进型更成为了柴电动力潜艇中的佼佼者。是目前世界上柴电动力潜艇中最安静的潜艇之一。未來，基洛级可能將由拉达级潜艇取代。基洛级潛艇由國營（State corporation）的俄羅斯技術集團公司（Ростех）負責出口。

## 基洛级设计

### 子型号
1989年设计的877LPMB型，后转名为B-800型kaluga型，生产5艘，配备了L型的用特殊合金“极光”制成的7片桨叶组成的螺旋桨。还有其他一些改进。先配在黑海舰队后转入北方舰队。
B-871 Alrosa号安装了喷水推进实验装置，得到了877V的型别。
在877E（出口型号）上进一步改进有了877EKM（877出口现代化型），主要是针对在热带地区的使用改进了一些设备。
08773，877EKM改进后出售印度的型号，加装了俱乐部-S潜射导弹，MGK-EM水声分析系统，和新的控制与维护设备。首批印购艇于两条于99年1月转交。
636型，是将877EKM进一步改进，瞄准世界市场的潜艇。

### 性能
基洛级是少数苏俄常规动力潜艇中使用水滴外形的潜艇。根据各国大量实验证明，水滴型潜艇在水下的阻力最小，且航行时产生的噪音也较低，美国海军1959年的鲣鱼级核潜艇是世界上最早采用此外形的潜艇。基洛级使用光滑外形，这一点与同时代的苏俄核潜艇阿库拉级（北约代号阿库拉）极为相似。基洛级拥有双壳体结构，为了尽可能减少艇内噪音传播出去，基洛级在外壳上用了0.8平方公尺大小的消声瓦覆盖。基洛级在北约中有个外号流传“黑洞”。根据分析它和德国209级潜艇的静音性能在伯仲之间。
有一艘877V型装备了实验用的喷水式推进装置。
K级的火力也相当强大，装备6具533毫米鱼雷发射管，全部置于艇首，其中最上面的两具是专用于发射线导鱼雷的发射管。877级能够装备53型鱼雷、鱼雷、鱼雷、鱼雷、71系列线导鱼雷。636型与出口至印度的辛德霍什级（Sindhughosh）都具备了通过鱼雷管发射俱乐部-S潜射反舰导弹的能力。基洛级也摒弃了以往苏联潜艇不重视电子设备的“传统”，装备了自动装填装置，和型计算机，可以同时锁定5个目标（手动2个，自动3个）。还使用了气动不平衡鱼雷发射装置，大大降低了鱼雷发射时的噪音。

## 拍摄图像

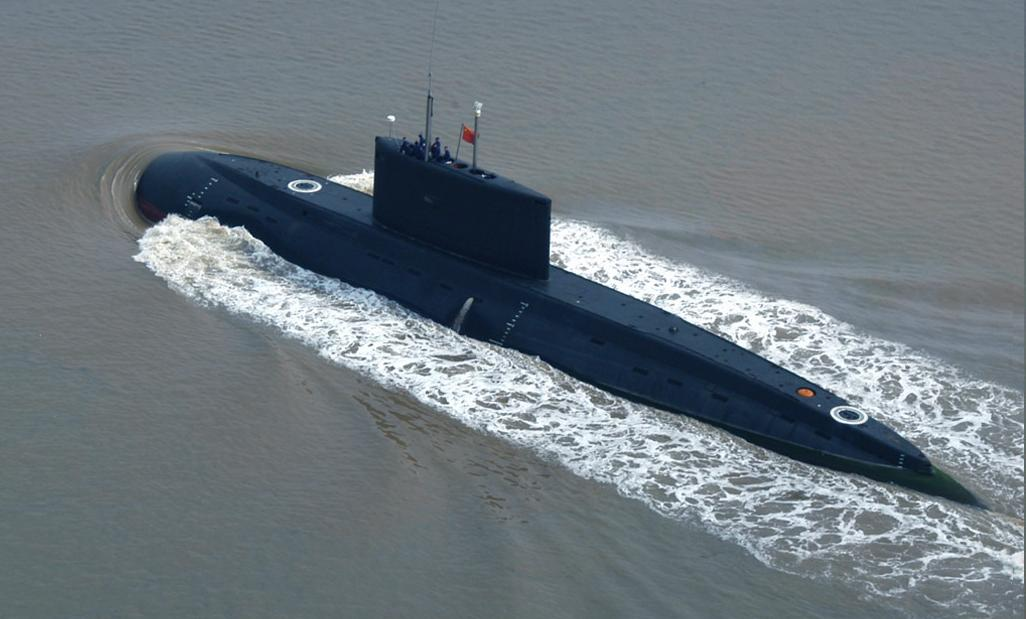
中国的基洛级潜艇正在航行
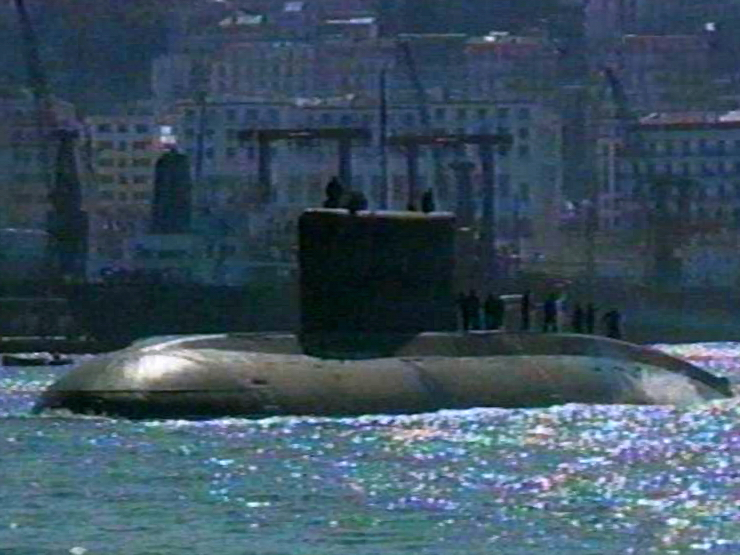
阿尔及利亚的基洛级潜艇正在航行
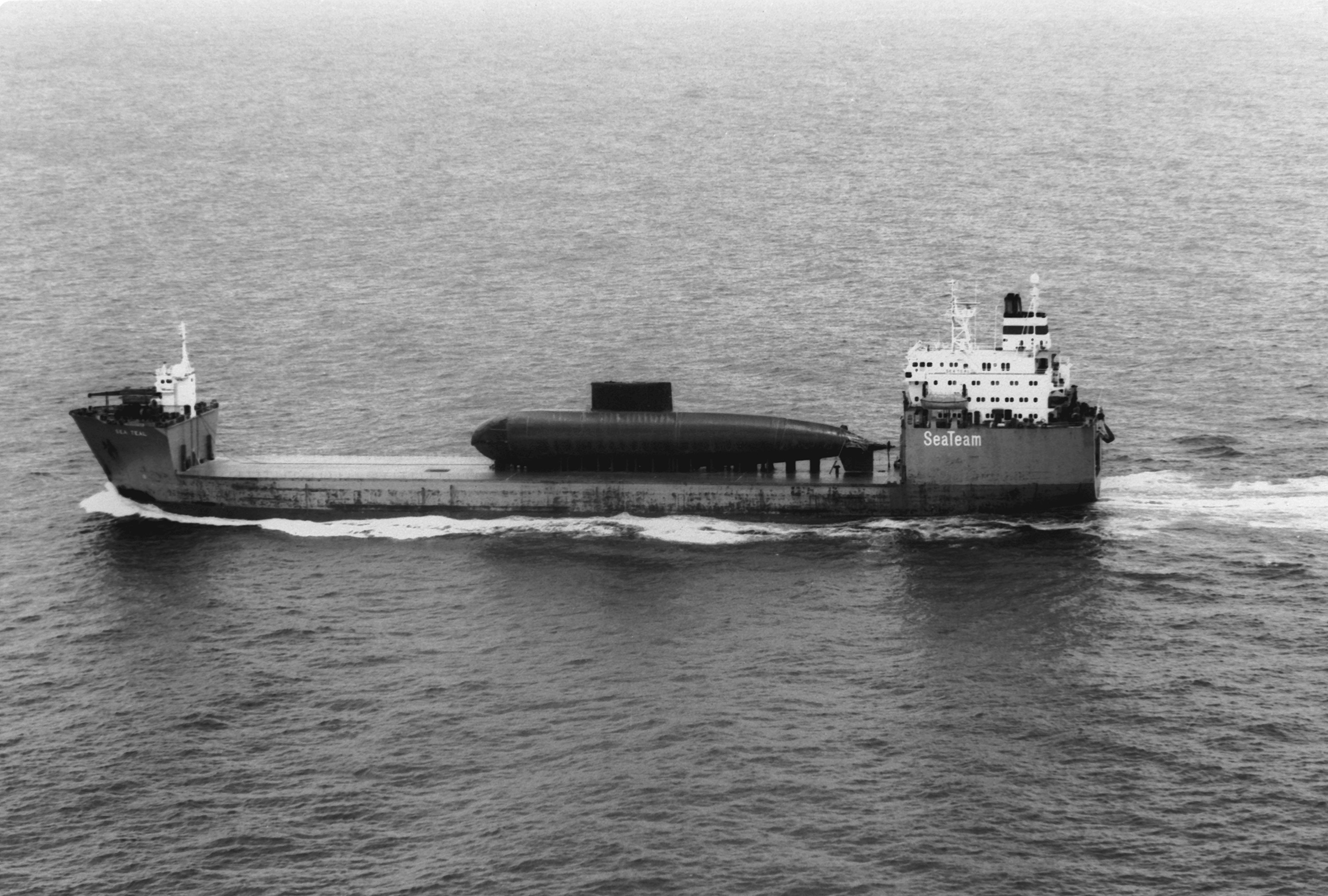
正在运往中国的基洛级潜艇
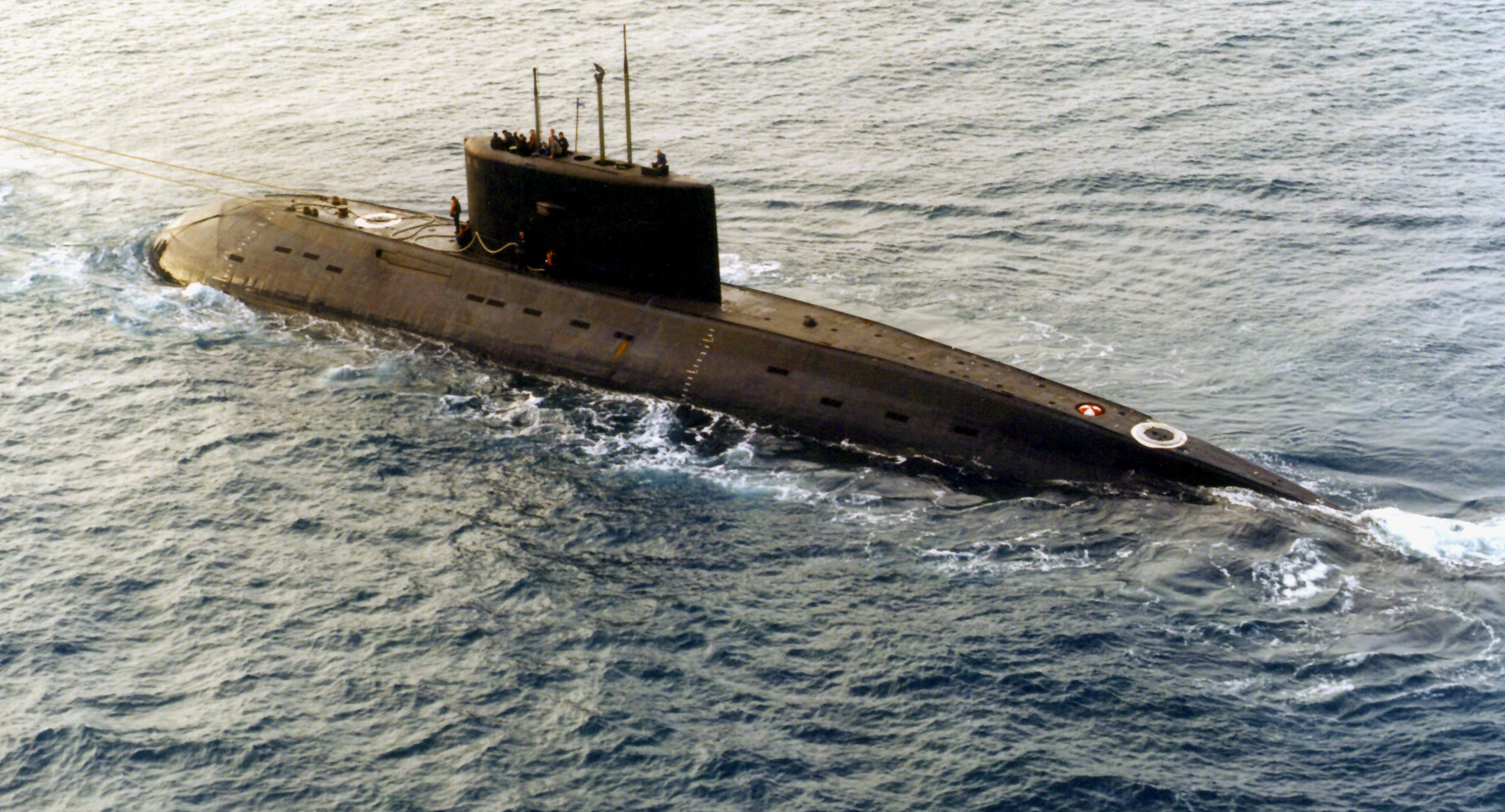
正在航行的伊朗基洛级潜艇
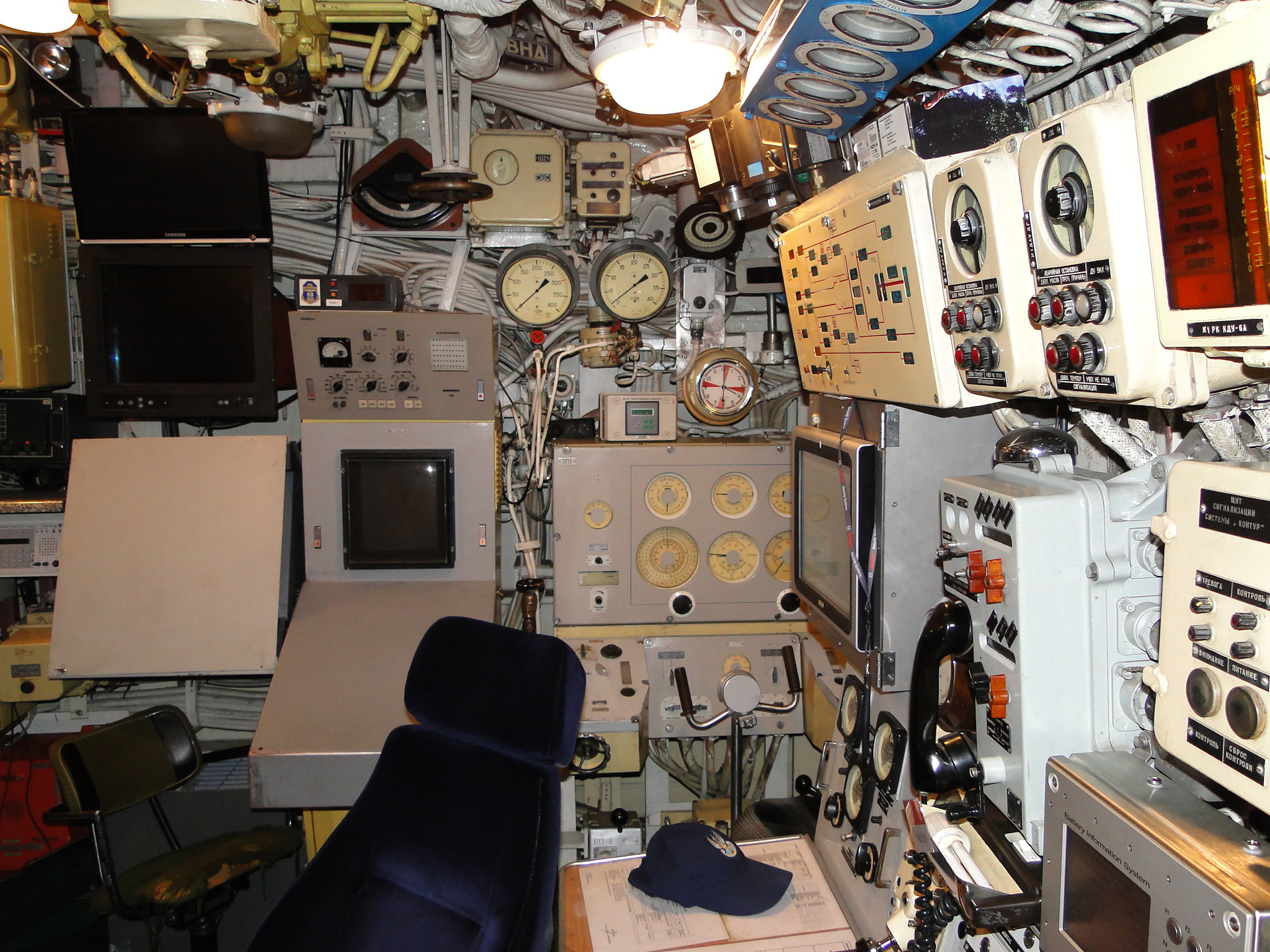
波蘭877E型"奧澤爾"(ORP Orzel(291))控制室艤裝

### 引用
1. ↑  .   [2012-05-24]. （原始内容存档于2012-03-02）.
2. ↑  .   [2012-05-24]. （原始内容存档于2012-05-07）.
3. ↑  .   [2012-05-25]. （原始内容存档于2012-04-16）.
4. ↑  .   [2012-05-22]. （原始内容存档于2015-09-24）.
5. ↑  而有说法在无任何来源情况下声称“基洛级是公认的当时最安静潜艇”“基洛级曾经20海里外锁定209艇”http://www.armscontrol.ru/subs/snf/snf03221.htm#lebedko （页面存档备份，存于）
6. ↑  .   [2012-05-22]. （原始内容存档于2012-01-21）.
7. ↑  Axe, David. . Forbes.   [2023-09-28]. （原始内容存档于2023-11-23） （英语）.
8. ↑  Brennan, David. . Newsweek. 2023-09-15  [2023-09-28]. （原始内容存档于2023-11-10） （英语）.
9. ↑  .   [2019-12-22]. （原始内容存档于2019-11-30）.
10. ↑  . hk.crntt.com.   [2023-07-19]. （原始内容存档于2023-07-19）.